# Carl Snoilsky
Hrabě Carl Johan Gustaf Snoilsky (8. září 1841, Stockholm – 19. května 1903, tamtéž) byl švédský novoromantický básník, překladatel, diplomat a knihovník. Jeho dílo tvořící most mezi romantismem a realismem.

## Život
Snoilsky pocházel ze šlechtické rodiny, jež patřila ve Švédsku k nejpřednějším. Jeho předkové z otcovy strany byli slovinští protestanti, kteří se za třicetileté války připojili k vojskům Gustava II. Adolfa a po jejím ukončení se usadili ve Švédsku. Matka mu zemřela, když mu bylo necelých patnáct let, a o otce přišel v osmnácti. V letech 1860-1864 studoval na Uppsalské univerzitě, kde se připravoval na diplomatickou službu. Na univerzitě se stal členem liberálního studentského spolku Společnost bezejmenných, jehož cílem byla obnova švédské literatury. Zároveň publikoval pod pseudonymem Sven Tröst své první práce, básnické sbírky Smadikter (1861, Malé básně) a Orkidéer (1862, Orchideje) a básně týkající se polského povstání za nezávislost, které vyšly roku 1863 ve sborníku Sånger och berättelser (Písně a příběhy) vydaným Společnosti bezejmenných. Jeho básně z let 1861 až 1864 vyšly později pod názvem Ungdomsdikter (1903, Básně mládí).
Po skončení studií odjel na delší zahraniční cestu nejprve do Itálie. Díky této cestě napsal básnickou sbírku Italienska bilder (Italské obrázky), která prvně vyšla roku 1865 ve druhém sborníku spolku Společnosti bezejmenných. Sbírka upoutala obdivuhodnou formální dokonalostí, mladickou svěžestí a obrazy italské živé přítomnosti. Z Itálie odcestoval do Španělska, které jej inspirovalo k vytvoření cyklu sonetů Espaňa. Roku 1865 převzal pozici atašé na švédsko-norském vyslanectví v Paříži.

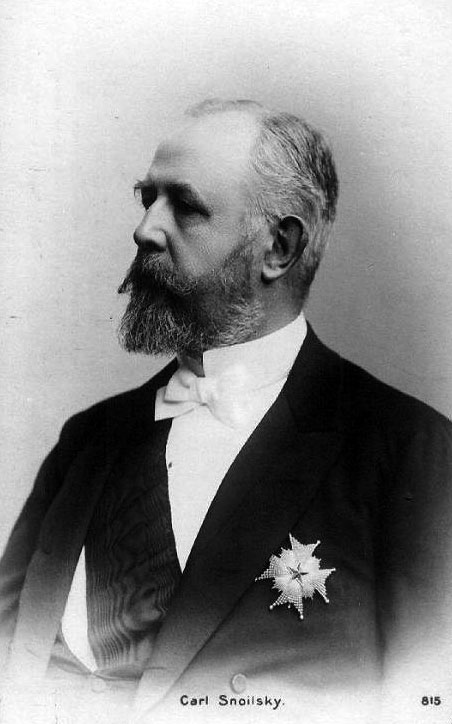
Carl Snoilsky kolem roku 1900

Po návratu do Švédska byl v září 1866 jmenován druhým tajemníkem na ministerstvu zahraničních věcí ve Stockholmu a v listopadu 1867 se výhodně oženil s devatenáctiletou hraběnkou Hedvigou Piperovou. Manželství nebylo šťastné. Hedviga byla krásná a příjemná, ale postrádala porozumění pro manželovu poezii a literární zájmy. Roku 1869 vydal básnickou sbírku Dikter (Básně) obsahující vesměs díla vzniklá během jeho cest: Italienska bilder, Espaňa a Blandade dikter (Smíšené básně) ve kterých uveřejnil mimo jiné i svůj překlad deseti písní od Bérangera). 
Roku 1871 se zařadil mezi nejvýznamnější švédské básníky svou sbírku Sonetter (Sonety), ale pak se na delší dobu odmlčel. Práce na ministerstvu jej ubíjela svou monotónností a společenský život ve Stockholmu mu připadal povrchní. Intenzivně proto sbíral knihy a zabýval se numismatikou. Až roku 1876 vydal překlad Goethových balad a byl zvolen členem Švédské akademie. Konvenční život úředníka vydržel žít ještě tři roky, ale roku 1879 požádal o rozvod (což vyvolalo společenský skandál), odešel z diplomatických služeb a odjel do zahraničí. Roku 1880 se v Marseille znovu oženil s Ebbou Ruuthovou, ve které získal chápavou životní partnerku. Pár odjel do Alžíru, Biskry a Tunisu a nakonec se usadil ve Florencii a roku 1882 v Drážďanech. Zde ve svém domě často přijímal hosty ze Švédska a jeho rozsáhlá korespondence svědčí o tom, jak se podílel na velkých politických, společenských a literárních otázkách té doby.
Nové manželství mu přineslo novou inspiraci. Roku 1881 vydal sbírku básní Nya Dikter (Nové básně), roku 1883 Dikter, tredje samlingen (Básně, třetí sbírka) a roku 1887 Dikter, fjärde samlingen (Básně, čtvrtá sbírka). Roku 1886 vydal svou sbírku balad (vznikala již od roku 1881) Svenska bilder (Švédské obrázky, rozšířené vydání 1894), které víceméně realisticky popisují epizody z historie Švédska a portréty hrdinů a historické výjevy koexistují s vyobrazeními chudoby prostých lidí.

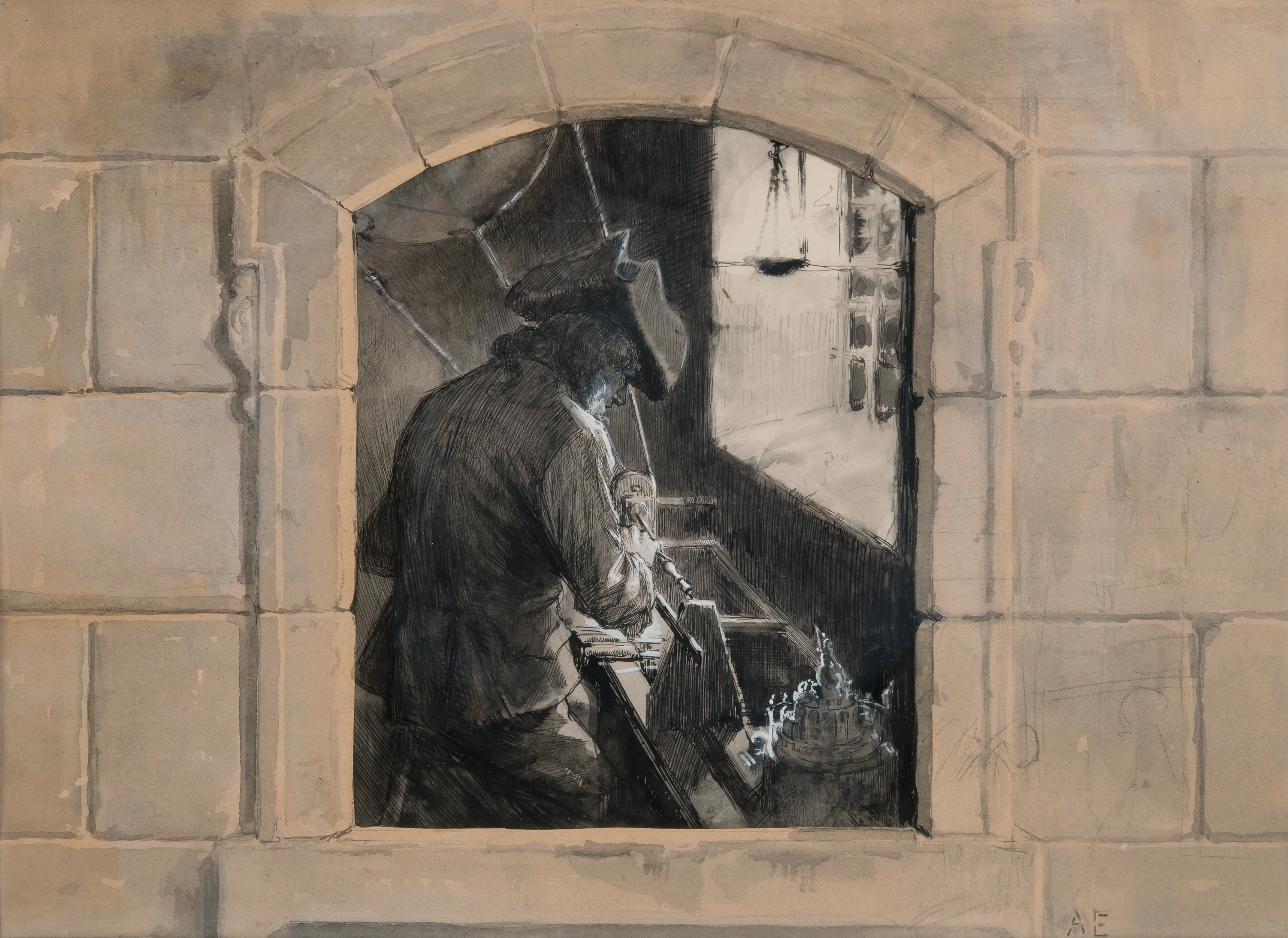
Ilustrace Alberta Edelfelta ke Švédským obrázkům z roku 1894.

Po jmenování hlavním knihovníkem (ředitelem) Královské knihovny se roku 1890 vrátil do Stockholmu, kde žil až do své smrti v jakémsi kompromisu se společností. Roku 1897 vydal své další básně Dikter, femte samlingen (Básně, pátá sbírka) a roku 1901 vyšly nové překlady z Goetha. Překládal rovněž z Byrona a Swinburnea. Pochován byl na stockholmském Severním hřbitově v Solně.
Ačkoliv je jeho dílo dnes některými literárními vědci považováno za nepůvodní, jeho literární vliv ve Švédsku byl v jeho době veliký. Byl nejen pozdním romantikem, ale také významným raným realistou.  Jeho básně vynikají jemností, elegancí a melodičností veršových forem, bohatou obrazností, hlubokým citem, soucitem pro chudé vrstvy, touhou po duchovní a politické svobodě a zdůrazňováním významu sociální spravedlnosti. Často se v ní ale objevují také tóny nejasného smutku a zklamání. Velký vliv měl například na Henrika Ibsena, který podle něho vytvořil postavu pastora Rosmera ve své hře Rosmersholm.

## Česká vydání

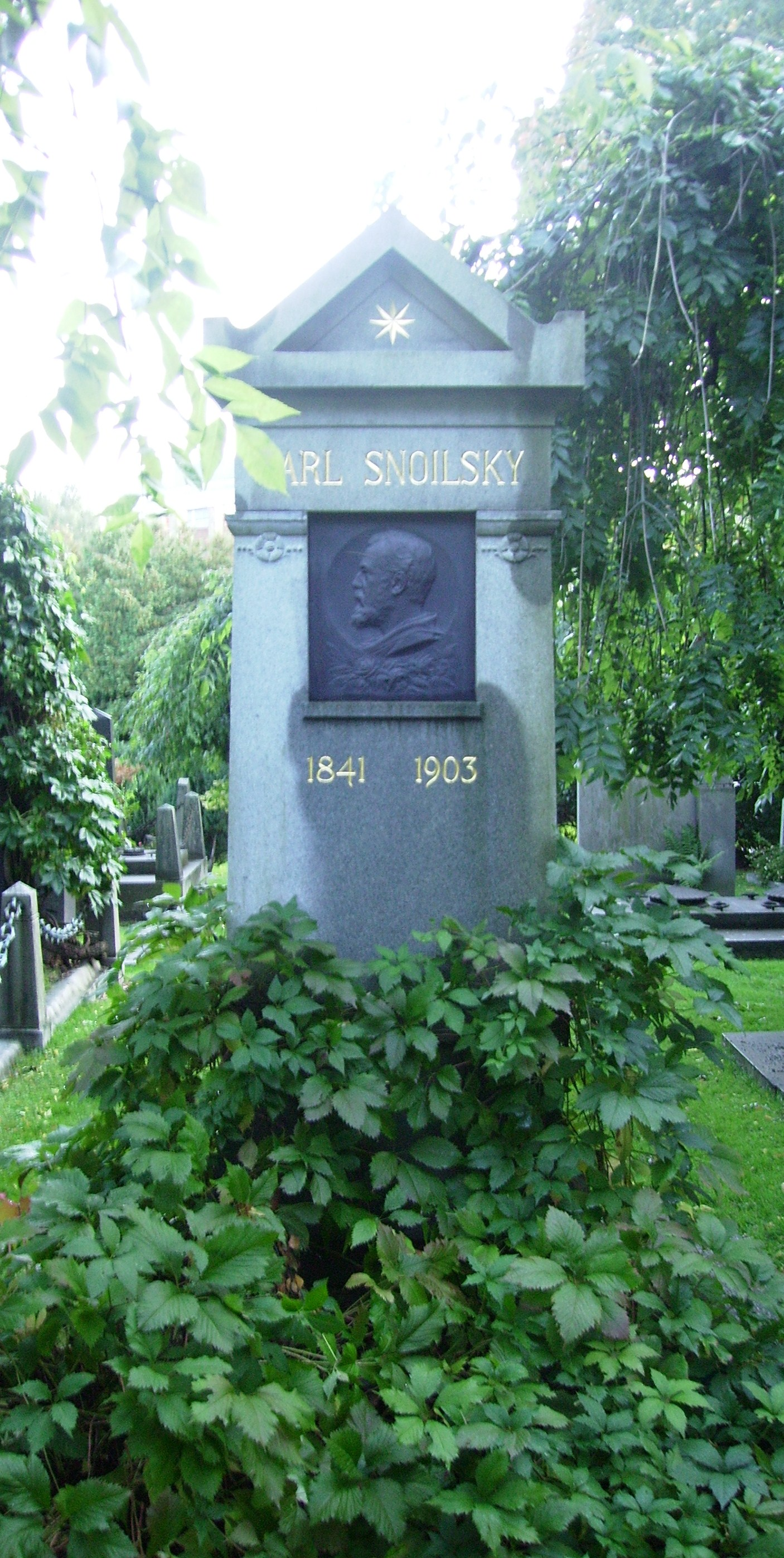
Snoilského hrob v Solně

Ze Snoilského díla nebylo do češtiny nic přeloženo kromě básně Úvodní zpěv (Inledningssáng) z Italských obrázků, která je uvedena v knize Alrika Gustafsona. Dějiny švédské literatury v překladu Libora Štukavce.
Přináším hrozny a růže rudé,
všem dávám mladé své víno pít
a na všech stezkách a cestách, všude
je slyšet tamburín let mých znít.
Já čas váš drahý nebudu mařit
snů šalbou, halasem ulice.
Já zpívám pouze o věcech, jež spatřit
mých smyslů mohla pětice.
Vy, světa znalí a příliš moudří,
vám mohu málo jen nabídnout.
Ty, srdce vroucí let dvaceti tří,
na tebe mohu však spolehnout.
Pojď, kdo máš v sobě žár tužeb mladých
a nejsi přítelem planých slov,
já zvu tě k Tibeře, k Brentě, na jih,
když Sever studí jako kov